# Guerra de Independencia de Letonia
La guerra de independencia de Letonia, también conocida como guerra de liberación de Letonia, fue una serie de conflictos militares que tuvieron lugar en Letonia entre el 5 de diciembre de 1918 y el 11 de agosto de 1920 y que tuvo como contendientes a la República de Letonia y a la República Socialista Federativa Soviética de Rusia.

## Contexto
La guerra enfrentó al gobierno de Letonia, que tenía el apoyo de Estonia, Polonia y de parte de los Aliados de la Primera Guerra Mundial, especialmente el Reino Unido, contra los bolcheviques, integrados en la efímera República Socialista Soviética de Letonia, con el apoyo ruso. Los alemanes del Báltico y sus dirigentes intrigaron durante parte de la guerra para conseguir el dominio germánico de Letonia, misión en la que fracasaron. Algunos episodios del conflicto se engloban también en la Guerra polaco-soviética y la Guerra civil rusa.
La guerra se acabó con la firma del Tratado de Riga por el cual los soviéticos reconocían la independencia de Letonia.

## Desarrollo del conflicto
El 1 de diciembre de 1918, la Rusia Soviética invadió Letonia con el objetivo de anexionarla. Gran parte del ejército invasor en Letonia consistía en Fusileros Rojos letones, lo que facilitó la invasión. La ofensiva soviética encontró poca resistencia durante las semanas que siguieron al colapso del Imperio Alemán y la proclamación de la Letonia independiente. En este punto, el Partido Socialdemócrata decidió abandonar el Consejo de la Gente y no se reincorporó hasta abril de 1919. El 17 de diciembre de 1918, el Gobierno Provisional de Trabajadores y Campesinos, dirigido por el veterano político de izquierda Pēteris Stučka, proclamó la República Soviética Socialista de Letonia. El 18 de diciembre de 1918, Lenin reconoció oficialmente la nueva Letonia soviética.
Riga fue capturada por el ejército soviético el 3 de enero de 1919. A fines de enero, el Gobierno Provisional y las unidades alemanas restantes se habían retirado hasta Liepāja, pero luego la ofensiva roja se detuvo a lo largo del río Venta. La República Socialista Soviética de Letonia fue proclamada oficialmente el 13 de enero con el respaldo político, económico y militar de la Rusia soviética. Stučka estableció un régimen comunista radical de nacionalizaciones, expropiaciones y ejecuciones de enemigos de clase. Se establecieron tribunales revolucionarios que condenaron a muerte a los nobles alemanes, pero también a pastores, comerciantes adinerados y campesinos que se negaron a entregar su grano, en total fueron ejecutadas unas 1000 personas. Debido a las interrupciones en el suministro de alimentos, 8590 personas murieron de hambre en Riga.
El 3 de marzo de 1919, las fuerzas alemanas y letonas comenzaron un contraataque contra las fuerzas de la Letonia soviética. El 16 de abril, la nobleza báltica organizó un golpe de Estado en Liepāja y se estableció un gobierno títere bajo el liderazgo de Andrievs Niedra. El gobierno nacional provisional tomó el refugio a bordo del barco de vapor Sarátov bajo protección británica en el puerto de Liepaja. El 22 de mayo de 1919, Riga fue recapturada por las Freikorps y se recurrió al Terror Blanco contra cualquier sospechoso simpatizante soviético. Al mismo tiempo, el ejército estonio, incluida la brigada del norte de Letonia, leal al gobierno de Ulmanis, inició una ofensiva importante contra los soviéticos en el norte de Letonia. A mediados de junio de 1919 el régimen soviético debió trasladar su gobierno a Latgale.
En junio de 1919 comenzaron las colisiones entre la Baltische Landeswehr por un lado y la 3.ª división de Estonia, incluido el 2.º regimiento de la brigada del norte de Letonia por el otro. La tercera división derrotó a las fuerzas alemanas en la batalla de Wenden el 23 de junio. Se firmó un armisticio en Strazdumuiža, bajo los términos de los cuales los alemanes tuvieron que abandonar Letonia. En lugar de abandonar, las fuerzas alemanas se incorporaron al Ejército de Voluntarios de Rusia Occidental. El 5 de octubre comenzó una ofensiva en Riga tomando la orilla oeste del río Daugava con la línea frontal dividiendo a Riga por la mitad. El 11 de noviembre comenzó la contraofensiva letona y, a fines de mes, fueron expulsados de Letonia. Durante las batallas en Riga, las fuerzas letonas fueron apoyadas por la artillería naval británica.
El 3 de enero de 1920, las fuerzas unidas de Letonia y Polonia lanzaron un ataque contra el ejército soviético en Latgale y después de la Batalla de Daugavpils liberaron la última ciudad bajo control soviético. A fines de enero, llegaron a la frontera etnográfica de Letonia y pronto comenzaron las negociaciones de paz con el régimen soviético.
Las líneas del frente sufrieron varias modificaciones, especialmente a lo largo de 1919:
     Ejército alemán     Ejército bolchevique     Ejército letón     Ejército estonio

6 de marzo de 1919
16 de abril de 1919
22 de junio de 1919
11 de noviembre de 1919